# Ignazio Falzon
Ignazio (Nazju) Falzon (La Valletta, 1º luglio 1813 – La Valletta, 1º luglio 1865) è stato un chierico maltese dell'Ordine francescano secolare, proclamato beato da papa Giovanni Paolo II nel 2001.

## Biografia
Nato da una ricca famiglia maltese nel 1813, nel 1828 – a 15 anni – vestì l'abito clericale e successivamente entrò nell'Ordine dei Frati Minori. Seguendo la tradizione di famiglia, conseguì la laurea in Diritto canonico e civile all'Università di Malta, ma non intraprese mai la carriera forense. Scelse infatti di dedicare la propria vita alla preghiera e all'insegnamento catechesimale, ma rifiutò l'ordinazione a presbitero, non ritenendosene degno.
Durante la Guerra di Crimea, assistette spiritualmente i soldati della guarnigione britannica stanziati alla Valletta, che si componeva di circa 20 000 uomini. In particolare, prestò assistenza ai soldati di religione cattolica (in maggioranza irlandesi) e, tramite questi, entrò in contatto con i soldati di religione protestante, convertendone più di 600 al cattolicesimo.
Morì il 1º luglio 1865 per un attacco cardiaco, all'età di 52 anni, compiuti quello stesso giorno.

## Culto
La causa fu introdotta il 13 aprile 1904 e il 23 ottobre 1987 fu autorizzata la promulgazione del decreto sulle virtù eroiche di Falzon, che divenne venerabile.
Il 24 aprile 2001 la Santa Sede riconobbe l'autenticità di un miracolo attribuito alla sua intercessione e papa Giovanni Paolo II lo proclamò beato nel piazzale dei Granai a Floriana il 9 maggio successivo, durante la tappa a Malta del corso del pellegrinaggio giubilare sulle orme di San Paolo Apostolo. Nello stesso rito, furono elevati all'onore degli altari Giorgio Preca e Maria Adeodata Pisani.
La sua tomba si trova nella cappella dell'Immacolata Concezione della chiesa francescana di Santa Maria di Gesù a La Valletta.
Il suo elogio si legge nel Martirologio romano al 1º luglio.